# Babót
Babót je velká vesnice v Maďarsku v župě Győr-Moson-Sopron, spadající pod okres Kapuvár. Nachází se asi 1 km jihovýchodně od Kapuváru. Žije zde přibližně 1 100 obyvatel, přičemž (dle údajů z roku 2011) 82,5 % obyvatelstva tvoří Maďaři, 1,4 % Němci, 0,2 % Romové a 0,2 % Rumuni.
Sousedními vesnicemi jsou Bogyoszló, Jobaháza, Kisfalud, Mihályi, Rábatamási, Szárföld a Veszkény, sousedním městem Kapuvár. V budoucnu má kolem vesnice procházet dálnice M85.